# Claustro Tradimento
Claustro Tradimento è uno dei claustri della città di Altamura. Risulta essere tra i più noti claustri della città, in considerazione soprattutto della leggenda del tradimento, alla quale il nome si riferisce.

## Storia
Claustro Tradimento è uno tra i claustri più noti della città di Altamura. I claustri sono una conformazione urbanistica tipica della città, una sorta di spiazzo destinato nel Medioevo alla convivenza di gruppi etnici omogenei.
In occasione del IV censimento nazionale del 1901 fu attuato nella città di Altamura un massiccio cambio di nomi (molti dei quali assai antichi) di strade, claustri e piazze, e molti di questi furono intitolati a eroi e caduti della Rivoluzione altamurana del 1799. Ciò fu in parte dovuto anche al fatto che un paio di anni prima si era festeggiato il primo centenario ed era stato eretto in piazza Duomo il monumento ai martiri della rivoluzione del 1799. Durante tale "sventramento odonomastico", il claustro in questione, precedentemente intitolato claustro Cherubino Giorgio assunse il nome di claustro Tradimento. Tale denominazione era dovuta principalmente a una leggenda relativa ai fatti della Rivoluzione altamurana (1799) secondo cui, in sostanza, i sanfedisti erano riusciti a entrare in città grazie al "tradimento" di alcuni concittadini che avrebbero fatto entrare alcuni sanfedisti attraverso un'entrata segreta oppure una finestra del muro di cinta, verosimilmente situati in corrispondenza del claustro in questione.
Lo storico locale Vincenzo Vicenti fa risalire la leggenda o perlomeno la sua diffusione capillare all'anno 1901 e la collega alla testimonianza orale relativa a una certa Maria Salvatore, raccolta da Ottavio Serena e pubblicata dallo stesso in occasione del centenario (1899) della Rivoluzione altamurana. La forma scritta avrebbe contribuito a diffondere quella che era una semplice diceria popolare anche tra i ceti più istruiti della popolazione altamurana. Al punto che, in occasione del censimento e dello "sventramento odonomastico" del 1901, quello che prima si chiamava "claustro Cherubino Giorgio" fu ridenominato "claustro del Tradimento", nome che ancora oggi il claustro porta. Pasquale Griffi, maestro di Vicenti, riporta nella sua opera Altamura e i suoi figli (1901) un riferimento al tradimento pur garantendosi con un "si dice", mentre il Vicenti afferma di aver insegnato lui stesso la leggenda ai suoi studenti come un fatto realmente accaduto, prima che approfondisse la storia e consultasse le fonti scritte immediatamente dopo i fatti del 1799, facendo luce sull'aspetto puramente leggendario dell'aneddoto.